# René Riffaud
René Félix Louis Joseph Riffaud (Jendouba, 19 dicembre 1898 – Tosny, 15 gennaio 2007) è stato un militare francese, uno degli ultimi quattro veterani francesi "ufficiali" della Grande Guerra (successivamente rinominata la prima guerra mondiale).

## Biografia
La sua famiglia era originaria della Giura e suo padre, insegnante in Francia, partì come "colono" in Nord Africa, per diventare un ingegnere di Ponts et Chaussées.
Nacque a Jendouba, Tunisia, Riffaud entrò nell'esercito africano nell'aprile 1917 come soldato di seconda classe e servito in vari reggimenti. Si ritirò nel 1919 dopo essersi ammalato di tubercolosi, ma rientrò di nuovo fino al 1924.
Nel 1933 creò una società di costruzioni di motori elettrici a Colombes, dove trascorse il resto della sua vita.
Ha vissuto gli ultimi anni della sua vita in una casa di cura a Tosny nell'Eure.
A 108 anni, era il più giovane degli ultimi quattro veterani francesi. L'11 novembre 2006 partecipò, con la sua pronipote Charlene e Jacques Chirac, alla commemorazione dell'armistizio del 1918 in Place de l'Arc de Triomphe a Parigi.